# 埼玉県道367号薄小森線
埼玉県道367号薄小森線（さいたまけんどう367ごう すすきこもりせん）は、埼玉県秩父郡小鹿野町内を通過する一般県道である。

## 概要
小鹿野町の両神薄（りょうかみすすき）から両神小森までを結ぶ路線である。登記上起点とされている両神薄は、同地内の市街地から離れた両神山登山口の一つでもある山間部（白井差）に位置し、林道小森線に接続する。路線バスでは小鹿野町役場を始発とする小鹿野町営バス白井差線が白井差口まで乗り入れている。

### 路線データ
- 総延長：13.8km[1]
- 実延長：13.8km[1]
- 起点：埼玉県秩父郡小鹿野町両神薄
- 終点：埼玉県秩父郡小鹿野町両神小森（埼玉県道37号皆野両神荒川線交点）

### 交通量
24時間自動車類交通量（台/日）
- 552（推定値）

## 地理

### 通過する自治体
- 埼玉県
  - 秩父郡小鹿野町

### 交差する道路
- 埼玉県道37号皆野両神荒川線